# 北那珂村
北那珂村（きたなかむら）は茨城県西茨城郡にかつて存在した村である。

## 地理
- 現在の桜川市、旧岩瀬町の北部に位置する。
- 村は桜川の上流域に位置する。
- 村域は山がちな地形である。

## 歴史

### 村域の変遷
- 1889年（明治22年）4月1日 - 町村制の施行により、南飯田村連合、小塩村連合（南飯田村、亀岡村、大月村、小塩村、平沢村、池亀村、坂本村、間中村、福崎村、山口村、入野村、中里村、富谷村、門毛村）が合併して西茨城郡北那珂村発足。役場は大字亀岡に置かれた。村名は西那珂郡の北部であることに由来する。
- 1955年（昭和30年）3月31日 - 岩瀬町・東那珂村と合併し、新たな岩瀬町が発足。同日北那珂村廃止。

変遷表
| 1868年 以前 | 1868年 以前 | 明治元年 | 明治22年 4月1日 | 昭和30年 3月31日 | 平成17年 10月1日 | 現在   |
| ----------- | ----------- | -------- | --------------- | ---------------- | ---------------- | ------ |
|             | 亀岡村      | 亀岡村   | 北那珂村        | 岩瀬町           | 桜川市           | 桜川市 |
|             | 大月村      |          | 北那珂村        | 岩瀬町           | 桜川市           | 桜川市 |
|             | 小塩村      |          | 北那珂村        | 岩瀬町           | 桜川市           | 桜川市 |
|             | 平沢村      |          | 北那珂村        | 岩瀬町           | 桜川市           | 桜川市 |
|             | 池亀村      |          | 北那珂村        | 岩瀬町           | 桜川市           | 桜川市 |
|             | 坂本村      |          | 北那珂村        | 岩瀬町           | 桜川市           | 桜川市 |
|             | 間中村      |          | 北那珂村        | 岩瀬町           | 桜川市           | 桜川市 |
|             | 福崎村      |          | 北那珂村        | 岩瀬町           | 桜川市           | 桜川市 |
|             | 山口村      |          | 北那珂村        | 岩瀬町           | 桜川市           | 桜川市 |
|             | 入野村      |          | 北那珂村        | 岩瀬町           | 桜川市           | 桜川市 |
|             | 中里村      |          | 北那珂村        | 岩瀬町           | 桜川市           | 桜川市 |
|             | 富谷村      |          | 北那珂村        | 岩瀬町           | 桜川市           | 桜川市 |
|             | 飯田村      | 南飯田村 | 北那珂村        | 岩瀬町           | 桜川市           | 桜川市 |
|             | 門毛村      |          | 北那珂村        | 岩瀬町           | 桜川市           | 桜川市 |

## 大字
- 亀岡（かめおか）
- 大月（おおつき）
- 小塩（こしお）
- 平沢（ひらさわ）
- 池亀（いけがめ）
- 坂本（さかもと）
- 間中（まなか）
- 福崎（ふくざき）
- 山口（やまぐち）
- 入野（いりの）
- 中里（なかざと）
- 富谷（とみや）
- 南飯田（みなみいいだ）
- 門毛（かどけ）

## 人口・世帯

### 人口
総数 [単位： 人]
| 1892年（明治24年） | 3,872 |
| 1909年（明治41年） | 4,880 |
| 1920年（大正 9年） | 5,074 |
| 1935年（昭和10年） | 5,510 |
| 1950年（昭和25年） | 6,728 |

### 世帯
総数 [単位： 世帯]
| 1892年（明治24年） | 515   |
| 1909年（明治41年） | 747   |
| 1920年（大正 9年） | 955   |
| 1935年（昭和10年） | 1,001 |
| 1950年（昭和25年） | 1,170 |